# Fannia abrupta
Fannia abrupta är en tvåvingeart som beskrevs av Malloch 1924. Fannia abrupta ingår i släktet Fannia och familjen takdansflugor. Inga underarter finns listade i Catalogue of Life.